# Jorge Gutiérrez
Jorge Ivan Gutiérrez Cárdenas (Chihuahua, 27 dicembre 1988) è un ex cestista e allenatore di pallacanestro messicano.

## Carriera
Con il Messico ha disputato i Campionati mondiali del 2014 e tre edizioni dei Campionati americani (2013, 2015, 2017).

## Statistiche

### College
| Anno      | Squadra         | PG  | PT | MP   | TC%  | 3P%  | TL%  | RP  | AP  | PRP | SP  | PP   |
| --------- | --------------- | --- | -- | ---- | ---- | ---- | ---- | --- | --- | --- | --- | ---- |
| 2008-2009 | Calif. G. Bears | 33  | 0  | 18,7 | 45,2 | 30,8 | 64,2 | 3,2 | 1,8 | 0,8 | 0,0 | 4,7  |
| 2009-2010 | Calif. G. Bears | 30  | 13 | 21,4 | 42,0 | 41,0 | 60,3 | 3,0 | 2,7 | 0,9 | 0,1 | 5,5  |
| 2010-2011 | Calif. G. Bears | 33  | 33 | 33,5 | 41,1 | 33,0 | 80,1 | 3,8 | 4,5 | 1,6 | 0,2 | 14,6 |
| 2011-2012 | Calif. G. Bears | 33  | 33 | 32,2 | 44,4 | 32,9 | 74,4 | 5,3 | 4,1 | 1,2 | 0,1 | 13,0 |
| Carriera  | Carriera        | 129 | 79 | 26,6 | 43,0 | 34,0 | 73,7 | 3,8 | 3,3 | 1,1 | 0,1 | 9,6  |

### NBA

#### Regular Season
| Anno      | Squadra           | PG | PT | MP   | TC%  | 3P%  | TL%  | RP  | AP  | PRP | SP  | PP  |
| --------- | ----------------- | -- | -- | ---- | ---- | ---- | ---- | --- | --- | --- | --- | --- |
| 2013-2014 | Brooklyn Nets     | 15 | 2  | 16,3 | 46,3 | 25,0 | 75,0 | 1,5 | 2,0 | 0,7 | 0,1 | 4,1 |
| 2014-2015 | Brooklyn Nets     | 10 | 0  | 4,4  | 50,0 | 0,0  | 66,7 | 0,7 | 0,7 | 0,1 | 0,0 | 1,6 |
| 2014-2015 | Milwaukee Bucks   | 10 | 1  | 13,1 | 55,6 | 0,0  | 70,0 | 1,8 | 1,5 | 0,5 | 0,0 | 3,7 |
| 2015-2016 | Charlotte Hornets | 12 | 0  | 5,3  | 54,5 | 0,0  | 90,9 | 0,6 | 1,4 | 0,3 | 0,0 | 1,8 |
| Carriera  | Carriera          | 47 | 3  | 10,3 | 50,0 | 17,6 | 77,8 | 1,1 | 1,5 | 0,4 | 0,0 | 2,9 |

#### Playoffs
| Anno     | Squadra           | PG | PT | MP   | TC%  | 3P% | TL%  | RP  | AP  | PRP | SP  | PP  |
| -------- | ----------------- | -- | -- | ---- | ---- | --- | ---- | --- | --- | --- | --- | --- |
| 2014     | Brooklyn Nets     | 2  | 0  | 1,5  | -    | -   | 50,0 | 0,5 | 0,0 | 0,0 | 0,0 | 1,0 |
| 2015     | Milwaukee Bucks   | 1  | 0  | 12,0 | 50,0 | -   | -    | 1,0 | 1,0 | 0,0 | 0,0 | 2,0 |
| 2016     | Charlotte Hornets | 3  | 0  | 4,0  | 0,0  | -   | -    | 0,7 | 0,7 | 0,0 | 0,0 | 0,0 |
| Carriera | Carriera          | 6  | 0  | 4,5  | 20,0 | -   | 50,0 | 0,7 | 0,5 | 0,0 | 0,0 | 0,7 |

### G League

#### Regular Season
| Anno      | Squadra       | PG  | PT  | MP   | TC%  | 3P%  | TL%  | RP  | AP  | PRP | SP  | PP   |
| --------- | ------------- | --- | --- | ---- | ---- | ---- | ---- | --- | --- | --- | --- | ---- |
| 2012-2013 | Canton Charge | 50  | 43  | 31,3 | 42,8 | 23,1 | 78,0 | 4,9 | 4,7 | 1,8 | 0,3 | 10,5 |
| 2013-2014 | Canton Charge | 35  | 35  | 32,7 | 46,1 | 37,5 | 76,6 | 5,7 | 6,9 | 1,2 | 0,3 | 13,9 |
| 2014-2015 | Canton Charge | 14  | 5   | 29,9 | 45,0 | 9,1  | 64,7 | 4,4 | 5,4 | 1,9 | 0,4 | 13,7 |
| 2015-2016 | Canton Charge | 22  | 20  | 27,8 | 43,1 | 20,5 | 84,4 | 4,2 | 5,7 | 2,2 | 0,1 | 11,3 |
| Carriera  | Carriera      | 121 | 103 | 30,9 | 44,2 | 23,7 | 76,1 | 5,0 | 5,6 | 1,7 | 0,3 | 12,0 |

#### Playoffs
| Anno     | Squadra       | PG | PT | MP   | TC%  | 3P% | TL%  | RP  | AP  | PRP | SP  | PP  |
| -------- | ------------- | -- | -- | ---- | ---- | --- | ---- | --- | --- | --- | --- | --- |
| 2013     | Canton Charge | 3  | 3  | 19,3 | 35,7 | 0,0 | 88,9 | 4,0 | 3,3 | 0,7 | 0,0 | 6,0 |
| Carriera | Carriera      | 3  | 3  | 19,3 | 35,7 | 0,0 | 88,9 | 4,0 | 3,3 | 0,7 | 0,0 | 6,0 |

### Eurocup
| Anno      | Squadra       | PG | PT | MP   | TC%  | 3P%  | TL%  | RP  | AP  | PRP | SP  | PP   |
| --------- | ------------- | -- | -- | ---- | ---- | ---- | ---- | --- | --- | --- | --- | ---- |
| 2017-2018 | Aquila Trento | 14 | 8  | 26,2 | 46,6 | 37,1 | 61,4 | 2,7 | 4,1 | 1,1 | 0,4 | 11,7 |
| Carriera  | Carriera      | 14 | 8  | 26,2 | 46,6 | 37,1 | 61,4 | 2,7 | 4,1 | 1,1 | 0,4 | 11,7 |

## Palmarès
- All-NBDL Second Team (2014)
- 2 volte All-NBDL All-Defensive First Team (2013, 2014)
- All-NBDL All-Rookie First Team (2013)